# Dragon Age: Origins
Dragon Age: Origins je videoigra zvrsti igranja domišljijskih vlog razvijalcev BioWare, ki je izšla konec leta 2009 pri založbi Electronic Arts. 3. novembra so izšle različice za Microsoft Windows (XP in novejši) in konzoli Xbox 360 ter PlayStation 3, 21. decembra 2009 pa še za Mac OS X.
Dogajanje je postavljeno v fantazijsko okolje in se zgleduje po seriji videoiger Baldur's Gate ter fantazijskih romanih iz serije Pesem ledu in ognja avtorja Georgea R.R. Martina. Po besedah razvijalcev gre za »epsko povest o nasilju, poželenju in izdajstvu«.
Igra pozna samo enoigralski način. Uporablja nov igralni pogon Eclipse. Za različico za osebni računalnik so na voljo orodja, s katerimi lahko igralci ustvarjajo svojo vsebino (predmete, like ipd.). Na spletni strani BioWare je naprodaj več dodatkov, ki vključujejo nove predmete, like in lokacije. Marca 2010 je izšla razširitev z naslovom Awakening, leto kasneje pa še nadaljevanje, Dragon Age II. Obstaja tudi izdaja »Ultimate Edition«, ki vsebuje osnovno igro, razširitev in vseh devet uradnih dodatkov.